# Mallorca-Police
In Deutschland wird mit der Mallorca-Police oder Mallorca-Klausel (eigentlich Versicherung für den Gebrauch fremder, versicherungspflichtiger Fahrzeuge) eine Leistung einer Kfz-Haftpflichtversicherung, Privat-Haftpflichtversicherung oder Schutzbriefversicherung bezeichnet. Sie erweitert die Deckungssumme einer Kfz-Haftpflichtversicherung, die für einen Leihwagen im Ausland geschlossen wurde, zum Beispiel auf die Mindestdeckung in Deutschland oder auf die der eigenen Kfz-Haftpflicht im Inland (Subsidiärdeckung).
Die Mallorca-Police wurde ursprünglich geschaffen, da zum Zeitpunkt seiner Einführung einige südeuropäische Länder sehr niedrige Deckungssummen hatten. So betrug im namensgebenden Spanien die Mindestdeckungssumme im Jahr 2004 lediglich 300.000 € für Personenschäden und 100.000 € für Sachschäden, in Italien 1,5 Mrd. Lire pro Unfall (umgerechnet 774.285 €). Zwar wurden die Mindestdeckungssummen in den genannten Ländern inzwischen angehoben, sie liegen aber in vielen europäischen Ländern immer noch unter den deutschen Mindestdeckungssummen. Nur in Ausnahmefällen, etwa zwischen deutschen Fahrern (bzw. in Deutschland ansässigen Personen), wird das deutsche Schadensrecht mit den darin geregelten Mindestdeckungssummen angewendet.
Das als Mallorca-Police bezeichnete Produkt gilt üblicherweise nur in der EU, manche Kfz-Haftpflichtversicherer gewähren sie auch für die Türkei oder andere Teilnehmerstaaten der Grünen Versicherungskarte wie Marokko oder Tunesien. Mit weltweiter Gültigkeit heißt es Traveller-Police.

## Andere Länder
Ein ähnliches Konzept kennen andere Länder, so können bei Schweizer Motorfahrzeughaftpflichtversicherungen oder durch andere Anbieter entsprechende Zusatzversicherungen abgeschlossen werden.